# Lista de senadores do Brasil da 56.ª legislatura
Esta é a lista de senadores do Brasil da 56.ª legislatura do Congresso Nacional. Inclui-se o nome civil dos parlamentares, o partido ao qual é filiado, sua unidade federativa de origem, bem como outras informações. Esta legislatura do Senado Federal  tem o tempo de duração de 1 de fevereiro de 2019 a 31 de janeiro de 2023.
Na estrutura legislativa, o Senado é o representante dos estados no Congresso Nacional do Brasil. Foi criado junto com a constituição imperial brasileira de 1824, nos primeiros anos do Império do Brasil, sendo esta outorgada. Durante o Império, o Senado brasileiro atendia pelo nome de Senado do Império do Brasil. Tendo a primeira legislatura se reunido em 6 de maio de 1826. O Senado brasileiro foi inspirado na Câmara dos Lordes do Reino Unido da Grã-Bretanha e Irlanda do Norte, mas com a proclamação da República do Brasil foi adotado um modelo semelhante ao do Senado dos Estados Unidos da América.
O Senado Federal possui 81 senadores, eleitos para mandatos de oito anos, sendo que são renovados em uma eleição um terço e na eleição subsequente dois terços das cadeiras. As eleições para senador são feitas junto com as eleições para presidente da república, governador de estado, deputados federal, estadual e distrital, dois anos após as eleições municipais. Todas as 27 unidades da Federação (26 estados e o Distrito Federal) possuem a mesma representatividade, com três senadores cada uma. Os senadores representam os estados e não a população, daí portanto a não proporcionalidade em relação ao número de habitantes de cada estado.

## Composição das bancadas
| Partido      | Líder                             | Bancada | Posição      |
| ------------ | --------------------------------- | ------- | ------------ |
| PSD          | Senador Nelsinho Trad (MS)        | 14 / 81 | Independente |
| MDB          | Senador Eduardo Braga (AM)        | 13 / 81 | Independente |
| PL           | Senador Flávio Bolsonaro (RJ)     | 8 / 81  | Governo      |
| UNIÃO        | Senador Davi Alcolumbre (AP)      | 7 / 81  | Oposição     |
| PP           |                                   | 7 / 81  | Governo      |
| PT           | Senador Paulo Rocha (PA)          | 6 / 81  | Oposição     |
| PODE         | Senador Alvaro Dias (PR)          | 6 / 81  | Independente |
| PSDB         | Senador Izalci Lucas (DF)         | 5 / 81  | Oposição     |
| PSB          | Senador Dário Berger (SC)         | 4 / 81  | Oposição     |
| PDT          | Senador Cid Gomes (CE)            | 3 / 81  | Oposição     |
| PTB          | Senador Roberto Rocha (MA)        | 2 / 81  | Governo      |
| PROS         | Senador Telmário Mota (RR)        | 1 / 81  | Independente |
| REDE         | Senador Randolfe Rodrigues (AP)   | 1 / 81  | Oposição     |
| Republicanos | Senador Mecias de Jesus (RR)      | 1 / 81  | Governo      |
| PSC          | Senador Luiz Carlos do Carmo (GO) | 1 / 81  | Governo      |
| PCdoB        | Senador Theodorico Netto (RN)     | 1 / 81  | Oposição     |
| Sem partido  | Senador Reguffe (DF)              | 1 / 81  | Independente |

### Blocos partidários
| Bloco                                               | Líder                                 | Número de senadores |
| --------------------------------------------------- | ------------------------------------- | ------------------- |
| Bloco do Governo                                    | Senador Carlos Portinho (PL-RJ)       | 32 / 81             |
| Bloco da Oposição                                   | Senador Randolfe Rodrigues (REDE-AP)  | 22 / 81             |
| Maioria                                             | Senador Kátia Abreu (PP-TO)           | 61 / 81             |
| Minoria                                             | Senador Jean Paul Prates (PT-RN)      | 19 / 81             |
| Bancada Feminina                                    | Senadora Eliziane Gama (Cidadania-MA) | 13 / 81             |
| Bloco Parlamentar Unidos pelo Brasil: MDB, PP       | Senadora Mailza Gomes (PP-AC)         | 17 / 81             |
| Bloco Parlamentar Juntos pelo Brasil: PSDB/PODE     | Senador Lasier Martins (PODE-RS)      | 14 / 81             |
| Bloco Parlamentar: PSD/Republicanos                 | Senador Nelsinho Trad (PSD-MS)        | 12 / 81             |
| Bloco Parlamentar Vanguarda: PL/PTB                 | Senador Wellington Fagundes (PL-MT)   | 12 / 81             |
| Bloco Parlamentar União Cristã: UNIÃO/PSC/Cidadania | Senador Luiz Carlos do Carmo (PSC-GO) | 10 / 81             |
| Bloco Parlamentar Resistência Democrática: PT/PROS  | Senadora Zenaide Maia (PROS-RN)       | 9 / 81              |

## Mesa diretora

### 1.° biênio (2019-2021)
| Foto | Cargo              | Nome               | Partido | Estado            |
| ---- | ------------------ | ------------------ | ------- | ----------------- |
|      | Presidente         | Davi Alcolumbre    | UNIÃO   | Amapá             |
|      | 1° Vice-Presidente | Antonio Anastasia  | PSD     | Minas Gerais      |
|      | 2° Vice-Presidente | Lasier Martins     | PODE    | Rio Grande do Sul |
|      | 1° Secretário      | Sérgio Petecão     | PSD     | Acre              |
|      | 2° Secretário      | Eduardo Gomes      | PL      | Tocantins         |
|      | 3° Secretário      | Flavio Bolsonaro   | PL      | Rio de Janeiro    |
|      | 4° Secretário      | Luis Carlos Heinze | PP      | Rio Grande do Sul |
|      | 1° Suplente        | Marcos do Val      | PODE    | Espírito Santo    |
|      | 2° Suplente        | Weverton Rocha     | PDT     | Maranhão          |
|      | 3° Suplente        | Jaques Wagner      | PT      | Bahia             |
|      | 4° Suplente        | Leila Barros       | PDT     | Distrito Federal  |

### 2.° biênio (2021-2022)
| Foto | Cargo              | Nome                    | Partido   | Estado         |
| ---- | ------------------ | ----------------------- | --------- | -------------- |
|      | Presidente         | Rodrigo Pacheco         | PSD       | Minas Gerais   |
|      | 1° Vice-Presidente | Veneziano Vital do Rêgo | MDB       | Paraíba        |
|      | 2° Vice-Presidente | Romário                 | PL        | Rio de Janeiro |
|      | 1° Secretário      | Irajá                   | PSD       | Tocantins      |
|      | 2° Secretário      | Elmano Férrer           | PP        | Piauí          |
|      | 3° Secretário      | Rogério Carvalho        | PT        | Sergipe        |
|      | 4° Secretário      | Weverton Rocha          | PDT       | Maranhão       |
|      | 1° Suplente        | Jorginho Mello          | PL        | Santa Catarina |
|      | 2° Suplente        | Luiz do Carmo           | PSC       | Goiás          |
|      | 3° Suplente        | Eliziane Gama           | Cidadania | Maranhão       |
|      | 4° Suplente        | Zequinha Marinho        | PL        | Pará           |

## Senadores em exercício
| Foto                | Nome                                                          | Partido      | Suplente(s)                                                                                  | Formação Acadêmica | Alma Mater | Histórico | Início/Fim de mandato | Obs. |
| Acre                | Acre                                                          | Acre         | Acre                                                                                         | Acre | Acre | Acre | Acre                  | Acre |
| ------------------- | ------------------------------------------------------------- | ------------ | -------------------------------------------------------------------------------------------- | --- | --- | --- | --------------------- | --- |
|                     | Bispo José (José Afonso Teixeira)                             | PL           | Nenhum                                                                                       | | | Missionário | 2023/2023             | Suplente de Mailza Gomes, eleita em 2022 vice-governadora do Acre |
|                     | Márcio Bittar (Márcio Miguel Bittar)                          | UNIÃO        | 1º: Eduardo Velloso (PL) 2º: Macapá Braga (MDB)                                              | Ciências Sociais e Políticas | Centro Universitário do Norte | Ex-Deputado Federal Ex-Deputado Estadual Fundador da União Sul-Mato-Grossense dos Estudantes (USMES) Ex-Presidente da União Campo-grandense dos Estudantes (UCE) Ex-secretário-geral da Juventude do PMDB | 2019/2027             | Eleito pelo MDB. |
|                     | Sérgio Petecão (Sérgio de Oliveira Cunha)                     | PSD          | 1º: Maria das Vitórias (PSD) 2º: Maria Alice (MDB)                                           | Ensino Médio completo | | Ex-Deputado Federal Ex-presidente da ALEAC Ex-Deputado Estadual | 2011/2027             | |
| Alagoas             |                                                               |              |                                                                                              | | | |                       | |
|                     | Fernando Collor (Fernando Affonso Collor de Mello)            | PTB          | 1º: Renilde Bulhões (PROS) 2º: Severino Leão (PTB)                                           | Economia | Universidade Federal de Alagoas | Ex-Presidente da República Ex-Governador do Alagoas Ex-Prefeito de Maceió Ex-Deputado Federal Ex-Diretor da Gazeta de Alagoas Ex-Presidente do CSA Ex-superintendente da Organização Arnon de Mello | 2007/2023             | |
|                     | Renan Calheiros (José Renan Vasconcelos Calheiros)            | MDB          | 1º: Rafael Tenório (MDB) 2º: Silvânia Barbosa (PRTB)                                         | Direito | Universidade Federal de Alagoas | Ex-Presidente do Senado Ex-Ministro da Justiça (Governo FHC) Ex-Deputado Federal Ex-Deputado Estadual Ex-presidente da Fundação Ulysses Guimarães Ex-Presidente do diretório acadêmico (DAC) da área de ciências humanas e sociais da Universidade Federal de Alagoas | 1995/2027             | |
|                     | Rodrigo Cunha (Rodrigo Santos Cunha)                          | UNIÃO        | 1º: Eudócia Caldas (PSB) 2º: Henrique Arruda (PROS)                                          | - Direito - Gestão Estratégica Empresarial (pós) - Gestão de projetos (pós) - Direito do Consumidor (pós)                                        | - Universidade Federal de Alagoas - Instituto Superior de Línguas e Administração (Lisboa) - Faculdade Maurício de Nassau - Universidade para o Desenvolvimento do Estado e da região do Pantanal (Uniderp) | Ex-Deputado Estadual | 2019/2027             | Eleito pelo PSDB |
| Amapá               |                                                               |              |                                                                                              | | | |                       | |
|                     | Davi Alcolumbre (David Samuel Alcolumbre Tobelem)             | UNIÃO        | 1º: Josiel Alcolumbre (UNIÃO) 2º: Marquinho Ribas (UNIÃO)                                    | Ensino Médio completo | | Ex-Deputado Federal Ex-Vereador de Macapá Ex-Presidente do Senado | 2015/2023             | Eleito pelo DEM |
|                     | Lucas Barreto (Luiz Cantuária Barreto)                        | PSD          | 1º: Paulo Albuquerque (PSD) 2º: Patricia Costa (PTB)                                         | Ensino Médio completo | | Ex-Deputado Estadual Ex-Vereador de Macapá Ex-Vereador de Macapá | 2019/2027             | Eleito pelo PTB Licenciado |
|                     | Randolfe Rodrigues (Randolph Frederich Rodrigues Alves)       | REDE         | 1º: Alberto David (PODE) 2º: Pastor Gaia (REDE)                                              | - História - Direito | - Universidade Federal do Amapá - Faculdade SEAMA | Ex-Deputado Estadual Ex-Professor da Universidade Federal do Amapá Ex-Professor da Universidade Federal do Amapá | 2011/2027             | |
| Amazonas            |                                                               |              |                                                                                              | | | |                       | |
|                     | Eduardo Braga (Carlos Eduardo de Sousa Braga)                 | MDB          | 1º: Sandra Braga (MDB) 2º: Miguel Biango (MDB)                                               | Engenharia Elétrica | Universidade Federal do Amazonas | Ex-Ministro de Minas e Energia (Governo Dilma) Ex-Governador do Amazonas Ex-Prefeito de Manaus Ex-Vice-Prefeito de Manaus Ex-Vice-Prefeito de Manaus Ex-Deputado Federal Ex-Deputado Estadual Ex-Deputado Estadual | 2011/2027             | |
|                     | Omar Aziz (Omar José Abdel Aziz)                              | PSD          | 1º: Dr. Helder Cavalcante (PL) 2º: Luis Mitoso (PSD)                                         | Engenharia Civil | Universidade Federal do Amazonas | Ex-Governador do Amazonas Ex-Vice-Governador do Amazonas Ex-Vice-Prefeito de Manaus Ex-Deputado Estadual Ex-Deputado Estadual Ex-Vereador de Manaus | 2015/2023             | |
|                     | Plínio Valério (Francisco Plínio Valério Tomaz)               | PSDB         | 1º: Carlos Alberto (Republicanos) 2º: Jacira Souza (PSDB)                                    | Jornalismo | Universidade Federal do Amazonas | Ex-Deputado Federal Ex-Vereador de Manaus Ex-Vereador de Manaus | 2019/2027             | |
| Bahia               |                                                               |              |                                                                                              | | | |                       | |
|                     | Angelo Coronel (Angelo Mário Coronel de Azevedo Martins)      | PSD          | 1º: Davidson Magalhães (PCdoB) 2º: Silvia Nascimento Cardoso dos Santos Cerqueira (Patriota) | Engenharia civil | Universidade Federal da Bahia | Ex-Prefeito de Coração de Maria Ex-Presidente da ALBA Ex-Deputado Estadual | 2019/2027             | |
|                     | Jaques Wagner (Jaques Wagner)                                 | PT           | 1º: Bebeto (PSB) 2º: Luciana Leão Muniz (PL)                                                 | Ensino Superior incompleto | | Ex-Ministro da Casa Civil (Governo Dilma) Ex-Ministro da Defesa (Governo Dilma) Ex-Governador da Bahia Ex-Governador da Bahia Ex-Ministro da Secretaria de Relações Exteriores (Governo Lula) Ex-Ministro do Trabalho (Governo Lula) Ex-Deputado Federal Ex-Secretário de Desenvolvimento Economico da Bahia Ex-Secretário de Desenvolvimento Economico da Bahia (Governo Rui Costa) Ex-Diretor e Presidente do Sindicato dos Trabalhadores da Indústria Petroquímica (Sindiquímica-BA) Fundador do Partido dos Trabalhadores Fundador da Central Única dos Trabalhadores | 2019/2027             | |
|                     | Otto Alencar (Otto Roberto Mendonça de Alencar)               | PSD          | 1º: Abel Rebouças (PDT) 2º: Marizete Pereira (PT)                                            | Medicina | Universidade Federal da Bahia | Ex-Governador da Bahia Ex-Vice-Governador da Bahia Ex-Presidente da ALBA Ex-Deputado Estadual Ex-Secretário de Saúde da Bahia Ex-chefe do serviço de Ortopedia e Traumatologia do Hospital Getúlio Vargas | 2015/2023             | |
| Ceará               |                                                               |              |                                                                                              | | | |                       | |
|                     | Tasso Jereissati (Tasso Ribeiro Jereissati)                   | PSDB         | Ceará                                                                                        | 1º: Chiquinho Feitosa (PSDB) 2º: Fernando Façanha (PSDB)                                                                                         | Fundação Getúlio Vargas | Ex-Governador do Ceará Ex-Diretor do Grupo Jereissaiti Ex-Presidente do Centro Industrial do Ceará – CIC Fundador do Shopping Center Um e Iguatemi Fortaleza | 2015/2023             | |
|                     | Cid Gomes (Cid Ferreira Gomes)                                | PDT          | 1º: Prisco Bezerra (PDT) 2º: Julio Ventura (PDT)                                             | Engenharia Civil | Universidade Federal do Ceará | Ex-Ministro da Educação (Governo Dilma). Ex-Governador do Ceará.Ex-Prefeito de Sobral. Ex-Presidente da ALECE. Ex-Deputado Estadual. Ex-Coordenador Político Regional no Ceará. (Governo Tasso) Ex-Consultor do Banco Interamericano de Desenvolvimento (BID). | 2019/2027             | |
|                     | Eduardo Girão (Luis Eduardo Grangeiro Girão)                  | PODE         | 1º: Sargento Reginaldo (PROS) 2º: Dr. Guimarães (PROS)                                       | Ensino Médio completo | | Fundador da Associação Estação da Luz | 2019/2027             | Eleito pelo PROS |
| Distrito Federal    |                                                               |              |                                                                                              | | | |                       | |
|                     | Izalci Lucas (Izalci Lucas Ferreira)                          | PSDB         | 1º: Luis Felipe Belmonte (PSDB) 2º: Andre Filipe (PL)                                        | - Pedagogia - Ciências contábeis - Administração financeira (pós)                                                                                | Centro de Ensino Unificado de Brasília (Uniceub) | Ex-Deputado Federal Ex-Deputado Distrital Ex-Deputado Distrital | 2019/2027             | |
|                     | Leila Barros (Leila Gomes de Barros Rêgo)                     | PDT          | 1º: Leany Lemos (PSB) 2º: Ivonete Nascimento (PCdoB)                                         | Ensino Superior incompleto | | Ex-Secretária de Esportes e Lazer do Distrito Federal (Governo Rollemberg) | 2019/2027             | Eleita pelo PSB |
|                     | Reguffe (José Antônio Machado Reguffe)                        | Sem Partido  | 1º: José Carlos Vasconcellos (PDT) 2º: Fadi Faraj (Solidariedade)                            | - Jornalismo - Economia | - Instituto de Educação Superior de Brasília - Universidade de Brasília | Ex-Deputado Federal Ex-Deputado Distrital Ex-Deputado Distrital | 2015/2023             | Eleito pelo PDT |
| Espírito Santo      |                                                               |              |                                                                                              | | | |                       | |
|                     | Fabiano Contarato                                             | PT           | 1º: Ana Paula Tongo (MDB) 2º: Bento Porto (REDE)                                             | Direito | Universidade Vila Velha Universidade Gama Filho | | 2019/2027             | Eleito pela REDE |
|                     | Marcos do Val (Marcos Ribeiro do Val)                         | PODE         | 1º: Rosana Foerste (Cidadania) 2º: Ronaldo Libardi (Cidadania)                               | Ensino Médio completo | | | 2019/2027             | Eleito pelo Cidadania |
|                     | Rose de Freitas (Rosilda de Freitas)                          | MDB          | 1º: Luiz Pastore (MDB) 2º: Schariff Moyses (PSDB)                                            | Jornalismo | Universidade Federal do Espírito Santo | Ex-Deputado Federal Ex-Deputado Estadual Ex-Deputado Estadual | 2015/2023             | |
| Goiás               |                                                               |              |                                                                                              | | | |                       | |
|                     | Jorge Kajuru (Jorge Kajuru Reis da Costa Nasser)              | PSB          | 1º: Milton Mercêz (Patriota)                                                                 | Ensino fundamental incompleto | | Ex-Vereador de Goiânia | 2019/2027             | Eleito pelo PRP |
|                     | Luiz do Carmo (Luiz Carlos do Carmo)                          | PSC          | 1º: Eladio Carneiro (MDB)                                                                    | Ensino Médio completo | | Ex-Deputado Estadual | 2019/2023             | Suplente de Ronaldo Caiado, eleito em 2018 Governador de Goiás Eleito pelo MDB. |
|                     | Vanderlan Cardoso (Vanderlan Vieira Cardoso)                  | PSD          | 1º: Pedro Chaves (MDB) 2º: Jader Melo (PP)                                                   | Ensino Médio completo | | Ex-Prefeito de Senador Canedo | 2019/2027             | Eleito pelo PP |
| Maranhão            |                                                               |              |                                                                                              | | | |                       | |
|                     | Eliziane Gama (Eliziane Pereira Gama Melo)                    | PSD          | 1º: Bene Camacho (PTB)                                                                       | Jornalismo | Universidade Federal do Maranhão | Ex-Deputado Federal Ex-Deputado Estadual Ex-Deputado Estadual | 2019/2027             | |
|                     | Roberto Rocha (Roberto Coelho Rocha)                          | PTB          | 1º: Pinto Itamaraty (Republicanos) 2º: Paulo Matos (Cidadania)                               | Administração de empresas | Universidade Federal do Maranhão | Ex-Deputado Federal Ex-Deputado Estadual Ex-Vice-Prefeito de São Luís | 2015/2023             | Eleito pelo PSB |
|                     | Weverton (Weverton Rocha Marques de Sousa)                    | PDT          | 1º: Roberth Bringel (UNIÃO) 2ª: Suely Pereira (PSB)                                          | Administração de empresas | Faculdade São Luís | Ex-Deputado Estadual | 2019/2027             | |
| Mato Grosso         |                                                               |              |                                                                                              | | | |                       | |
|                     | Carlos Fávaro (Carlos Henrique Baqueta Fávaro)                | PSD          | 1ª: Margareth Gettert Busetti (PP) 2º: José Esteves de Lacerda Filho (MDB)                   | Ensino Médio completo | | Ex-Vice-Governador do Mato Grosso | 2020/2027             | Assumiu em 17 de abril de 2020 após vacância do cargo ocupado por Selma Arruda, que foi cassada. Novas eleições foram convocadas para o complemento do mandato, e Fávaro foi o vencedor. |
|                     | Jayme Campos (Jayme Veríssimo Campos)                         | UNIÃO        | 1º: Fábio Garcia (UNIÃO) 2ª: Cândida Farias (MDB)                                            | Ensino médio completo | | Ex-Governador do Mato Grosso Ex-Prefeito de Várzea Grande Ex-Prefeito de Várzea Grande | 2019/2027             | Eleito pelo DEM |
|                     | Wellington Fagundes (Wellington Antônio Fagundes)             | PL           | 1º: Jorge Yanai (PODE) 2º: Manoel Motta (PCdoB)                                              | - Medicina Veterinária - Ciência Política (pós-graduação)                                                                                        | - Universidade Federal de Mato Grosso do Sul - Universidade de Brasília | Ex-Deputado Federal | 2015/2023             | |
| Mato Grosso do Sul  |                                                               |              |                                                                                              | | | |                       | |
|                     | Nelsinho Trad (Nelson Trad Filho)                             | PSD          | 1º: José Chagas (UNIÃO) 2º: Professora Bazé (UNIÃO)                                          | Medicina | Universidade Gama Filho | Ex-Prefeito de Campo Grande Ex-Deputado Estadual Ex-Vereador de Campo Grande | 2019/2027             | Eleito pelo PTB |
|                     | Simone Tebet (Simone Nassar Tebet)                            | MDB          | 1º: Celso Dal Lago Rodrigues (MDB) 2º: Moacir Kohl (PSB)                                     | - Direito - Direito de Estado (mestrado) | - Universidade Federal do Rio de Janeiro - Pontifícia Universidade Católica de São Paulo | Ex-Vice-Governadora do Mato Grosso do Sul Ex-Secretária de Governo do Mato Grosso do Sul Ex-Prefeita de Três Lagoas Ex-Deputada Estadual | 2015/2023             | |
|                     | Soraya Thronicke (Soraya Vieira Thronicke)                    | UNIÃO        | 1º: Rodolfo Nogueira (UNIÃO) 2º: Danny Fabricio (UNIÃO)                                      | Direito | Centro Universitário de Campo Grande (Unaes) | | 2019/2027             | Eleita pelo PSL |
| Minas Gerais        |                                                               |              |                                                                                              | | | |                       | |
|                     | Alexandre Silveira (Alexandre Silveira de Oliveira)           | PSD          | 1°: Lael Varella (UNIÃO)                                                                     | Direito | | Delegado Civil | 2021/2023             | Suplente de Antonio Anastasia, eleito em 2021 Ministro do Tribunal de Contas da União |
|                     | Carlos Viana (Carlos Alberto Dias Viana)                      | PL           | 1º: Castellar Guimarães Neto (PODE) 2º: Danilo Martins de Oliveira (PODE)                    | Jornalismo | Universidade Federal de Minas Gerais | | 2019/2027             | Eleito pelo PHS |
|                     | Rodrigo Pacheco (Rodrigo Otavio Soares Pacheco)               | PSD          | 1º: Renzo Braz (PP) 2º: Ana Maria (PSDB)                                                     | Direito Direito Penal Econômico Internacional (pós-graduação)                                                                                    | Pontifícia Universidade Católica de Minas Gerais Instituto Brasileiro de Ciências Econômicas Criminais | Ex-Deputado Federal | 2019/2027             | Eleito pelo DEM |
| Pará                |                                                               |              |                                                                                              | | | |                       | |
|                     | Jader Barbalho (Jader Fontenelle Barbalho)                    | MDB          | 1º: Helenilson Pontes (PSD) 2º: João Chamon Neto (MDB)                                       | Direito | Universidade Federal do Pará | Ex-Presidente do Senado Ex-Governador do Pará Ex-Deputado Federal Ex-Ministro da Previdência Social (Governo Sarney) Ex-Ministro do Desenvolvimento Agrário do Brasil Ex-Ministro do Desenvolvimento Agrário do Brasil (Governo Sarney) Ex-Deputado Estadual Ex-Vereador de Belém | 2011/2027             | |
|                     | Paulo Rocha (Paulo Roberto Galvão da Rocha)                   | PT           | 1º: Valdir Ganzer (PT) 2º:Ibanes Taveira (PTC)                                               | Ensino Médio completo | | Ex-Deputado Federal | 2015/2023             | |
|                     | Zequinha Marinho (José da Cruz Marinho)                       | PL           | 1º: Arlindo Silva (Republicanos) 2º: Marinho Cunha (Avante)                                  | Pedagogia | Universidade do Estado do Pará | Ex-Vice-Governador do Pará Ex-Deputado Federal Ex-Deputado Estadual Ex-Deputado Estadual | 2019/2027             | Eleito pelo PSC |
| Paraíba             |                                                               |              |                                                                                              | | | |                       | |
|                     | Daniella Ribeiro (Daniella Velloso Borges Ribeiro)            | PSD          | 1º: Diego Tavares (PP) 2º: Nailde Panta (PP)                                                 | Pedagogia | Universidade Federal da Paraíba | Ex-Deputada Estadual Ex-Vereadora de Campina Grande Ex-Vereadora de Campina Grande | 2019/2027             | Eleita pelo PP |
|                     | Nilda Gondim (Ozanilda Gondim Vital do Rego)                  | MDB          | Nenhum                                                                                       | | | Ex-Deputada Federal | 2021/2023             | 1º suplente, assumiu com a morte do titular José Maranhão. |
|                     | Veneziano Vital do Rêgo Veneziano Vital do Rêgo Segundo Neto) | MDB          | 1º: Ney Suassuna (Republicanos) 2º: Suely Santiago (PTB)                                     | Direito | Centro de Ensino Unificado de Brasília (Uniceub) | Ex-Deputado Federal Ex-Prefeito de Campina Grande Ex-Vereador de Campina Grande | 2019/2027             | Eleito pelo PSB |
| Paraná              |                                                               |              |                                                                                              | | | |                       | |
|                     | Álvaro Dias (Álvaro Fernandes Dias)                           | PODE         | 1º: Joel Malucelli (PODE) 2º: Severino Araujo (PSB)                                          | História | Universidade Estadual de Londrina | Ex-Senador Constituinte Ex-Governador do Paraná Ex-Deputado Estadual Ex-Vereador de Londrina | 1999/2023             | Eleito pelo PSDB |
|                     | Flávio Arns (Flávio José Arns)                                | PSB          | 1º: Vilson Basso (REDE) 2º: Flávio Vicente (REDE)                                            | - Letras (graduação) - Direito (graduação) - Letras (mestrado) - Linguística (PhD)                                                               | - Pontifícia Universidade Católica do Paraná - Universidade Federal do Paraná - Northwestern University | Ex-Vice-Governador do Paraná Ex-Secretário Para Assuntos Estratégicos (Governo Beto Richa) Ex-Secretário de Educação do Paraná Ex-Secretário de Educação do Paraná (Governo Beto Richa) Ex-Deputado Federal Ex-Deputado Federal Ex-Diretor de Educação Especial do Paraná (Governo José Richa, Elisio de Campos e Álvaro Dias) | 2019/2027             | Eleito pela REDE |
|                     | Oriovisto Guimarães                                           | PODE         | 1º: Paulo Salamuni (PV) 2º: Plinio Destro (PSC)                                              | Economia | Universidade Federal do Paraná | | 2019/2027             | |
| Pernambuco          |                                                               |              |                                                                                              | | | |                       | |
|                     | Fernando Bezerra Coelho (Fernando Bezerra de Sousa Coelho)    | MDB          | 1º: Carlos Augusto Costa (PV) 2º: Eliane Rodrigues (PSB)                                     | Administração de Empresas | Fundação Getúlio Vargas | Ex-Ministro da Integração Nacional (Governo Dilma) Ex-Deputado Federal Ex-Deputado Federal Ex-Deputado Estadual Ex-Prefeito de Petrolina | 2015/2023             | Eleito pelo PSB |
|                     | Humberto Costa (Humberto Sérgio Costa Lima)                   | PT           | 1º: Waldemar Oliveira (Avante) 2º: Márcia do Angico (PT)                                     | - Medicina - Jornalismo | - Universidade Federal de Pernambuco - Universidade Católica de Pernambuco | Ex-Ministro da Saúde do Brasil (Governo Lula) Ex-Secretário das Cidades de Pernambuco Ex-Secretário das Cidades de Pernambuco (Governo Eduardo Campos) Ex-Deputado Federal Ex-Deputado Estadual Ex-Vereador do Recife Ex-Secretário de Saúde do Recife (Governo João Paulo Lima) | 2011/2027             | |
|                     | Jarbas Vasconcelos (Jarbas de Andrade Vasconcelos)            | MDB          | 1º: Fernando Dueire (MDB) 2º: Adilson Gomes (PSB)                                            | Ciências Jurídicas e Sociais | Faculdade de Direito do Recife (UFPE) | Ex-Governador de Pernambuco Ex-Prefeito de Recife Ex-Deputado Federal Ex-Deputado Estadual | 2019/2027             | |
| Piauí               |                                                               |              |                                                                                              | | | |                       | |
|                     | Eliane Nogueira (Eliane e Silva Nogueira Lima                 | PP           | 2º: Gil Paraibano (PP)                                                                       | Ensino médio completo | | | 2019/2027             | Primeira suplente de Ciro Nogueira |
|                     | Elmano Férrer (Elmano Férrer de Almeida)                      | PP           | 1º: José Amauri (PODE) 2º: Alzenir Porto (PTB)                                               | Engenheiro agrônomo Advogado | Universidade Federal do Ceará Universidade Federal do Piauí | Ex-Prefeito de Teresina Ex-Vice-Prefeito de Teresina Ex-Vice-Prefeito de Teresina | 2015/2023             | Eleito pelo PTB |
|                     | Marcelo Castro (Marcelo Costa e Castro)                       | MDB          | 1º: José Hamilton (PTB) 2º: Rosário Bezerra (MDB)                                            | Letras | Universidade Federal do Piauí | Ex-Ministro da Saúde do Brasil (Governo Dilma) Ex-Deputado Federal Ex-Deputado Federal Ex-Deputado Estadual | 2019/2027             | |
| Rio de Janeiro      |                                                               |              |                                                                                              | | | |                       | |
|                     | Carlos Portinho (Carlos Francisco Portinho)                   | PL           | 1º: Renata Guerra (PSD)                                                                      | Direito | Pontifíca Universidade Católica do Rio de Janeiro | ex-Secretário Estadual do Meio Ambiente | 2020/2027             | 1º suplente, assumiu com a morte do titular Arolde de Oliveira. Eleito pelo PSD |
|                     | Flávio Bolsonaro (Flávio Nantes Bolsonaro)                    | PL           | 1º: Paulo Marinho (PSDB) 2º: Leonardo Rodrigues (UNIÃO)                                      | Direito | Universidade Candido Mendes | Ex-Deputado Estadual | 2019/2027             | Eleito pelo PSL |
|                     | Romário (Romário de Souza Faria)                              | PL           | 1º: João Batista Lemos (PCdoB) 2º: Vivaldo Barbosa (PSB)                                     | Educação Física | Universidade Castelo Branco | Ex-Deputado Federal | 2015/2023             | Eleito pelo PSB |
| Rio Grande do Norte |                                                               |              |                                                                                              | | | |                       | |
|                     | Jean Paul Prates (Jean Paul Terra Prates)                     | PT           | 1°: Theodorico Netto (PT)                                                                    | - Direito (graduação) - Economia (graduação) - Planejamento Energético e Gestão Ambiental (mestrado) - Economia de Petróleo e Motores (mestrado) | - Universidade Estadual do Rio Grande do Norte - Pontifícia Universidade Católica do Rio de Janeiro - Universidade da Pensilvânia - Instituto Francês do Petróleo                                           | | 2019/2023             | Suplente de Fátima Bezerra, eleita em 2018 Governadora do Rio Grande do Norte |
|                     | Styvenson Valentim (Eann Styvenson Valentim Mendes)           | PODE         | 1º: Alisson Taveira (REDE) 2º: Coronel Margarida (REDE)                                      | Direito | Faculdade Estácio do Rio Grande do Norte | | 2019/2027             | Eleito pela REDE |
|                     | Zenaide Maia (Zenaide Maia Calado Pereira dos Santos)         | PSD          | 1º: Júnior Souto (PCdoB) 2º: Manoel Roberto (PODE)                                           | Medicina | Universidade Federal do Rio Grande do Norte | Ex-Deputado Federal Ex-primeira-dama de São Gonçalo do Amarante (Rio Grande do Norte) Ex-secretária de Saúde de São Gonçalo do Amarante (Rio Grande do Norte) (Governo Jaime Calado) | 2019/2027             | Eleita pelo PHS |
| Rio Grande do Sul   |                                                               |              |                                                                                              | | | |                       | |
|                     | Lasier Martins (Lasier Costa Martins)                         | PODE         | 1º: Christopher Goulart (PDT) 2º: Adilson Silva dos Santos (Patriota)                        | Comunicação Social | Pontifícia Universidade Católica do Rio Grande do Sul | Ex-Vice-Presidente do Senado | 2015/2023             | Eleito pelo PDT |
|                     | Luis Carlos Heinze                                            | PP           | 1º: Ireneu Orth (PP) 2º: Drica de Lucena (PP)                                                | Engenharia Agronômica | Universidade Federal de Santa Maria | Ex-Deputado Federal Ex-Prefeito de São Borja | 2019/2027             | |
|                     | Paulo Paim (Paulo Renato Paim)                                | PT           | 1º: Cleonice Back (PT) 2º: Reginete Bispo (PT)                                               | Ensino Médio completo | | Ex-Deputado Federal | 2003/2027             | |
| Rondônia            |                                                               |              |                                                                                              | | | |                       | |
|                     | Acir Gurgacz (Acir Marcos Gurgacz)                            | PDT          | 1º: Gilberto Piselo (PDT) 2º: Pastor Valadares (PSC)                                         | | | | 2009/2023             | Atualmente cumpre prisão em regime aberto |
|                     | Confúcio Moura (Confúcio Aires Moura)                         | MDB          | 1º: Maria Eliza (MDB) 2º: Carlos Milton Morais (MDB)                                         | Medicina | Universidade Federal de Goiás | Ex-Governador de Rondônia Ex-Prefeito de Ariquemes Ex-Deputado Federal Ex-Deputado Federal | 2019/2027             | |
|                     | Marcos Rogério (Marcos Rogério da Silva Brito)                | PL           | 1º: Samuel Araujo (PSDB) 2º: Pastor Severino (UNIÃO)                                         | Direito | Universidade Luterana do Brasil | Ex-Deputado Federal Ex-Vereador de Ji-Paraná Ex-Vereador de Ji-Paraná | 2019/2027             | Eleito pelo DEM |
| Roraima             |                                                               |              |                                                                                              | | | |                       | |
|                     | Chico Rodrigues (Francisco de Assis Rodrigues)                | PSB          | 1º: Pedro Arthur (UNIÃO) 2º: Onésimo Cruz (PSDB)                                             | - Engenharia Agrônoma - Políticas Públicas (especialização)                                                                                      | - Universidade Federal de Pernambuco - Universidade Católica de Pernambuco | Ex-Governador de Roraima Ex-Vice-Governador de Roraima Ex-Deputado Federal Ex-Vereador de Boa Vista | 2019/2027             | Eleito pelo DEM |
|                     | Mecias de Jesus (Antônio Mecias Pereira de Jesus)             | Republicanos | 1º: Enfermeira Roberta (Republicanos) 2º: Afonso Parente (Republicanos)                      | Gestão financeira | | Ex-Deputado Estadual | 2019/2027             | |
|                     | Telmário Mota (Telmário Mota de Oliveira)                     | PROS         | 1º: Thieres Pinto (PTB) 2º: Rudson Leite (PV)                                                | Economia, Contabilidade | Universidade Católica do Salvador | Ex-Vereador de Boa Vista | 2015/2023             | Eleito pelo PTB |
| Santa Catarina      |                                                               |              |                                                                                              | | | |                       | |
|                     | Dário Berger (Dário Elias Berger)                             | PSB          | 1º: Paulo Gouvêa (UNIÃO) 2º: Ayres Marchetti (PSD)                                           | Administração de Empresas | Universidade Federal de Santa Catarina | Ex-Prefeito de Florianópolis Ex-Prefeito de São José Ex-Vereador de São José | 2015/2023             | Eleito pelo MDB. |
|                     | Esperidião Amin (Esperidião Amin Helou Filho)                 | PP           | 1º: Geraldo Althoff (PSD) 2º: Denise dos Santos (PSD)                                        | Administração Direito | Escola Superior de Administração e Gerência Universidade Federal de Santa Catarina | Ex-Governador de Santa Catarina Ex-Deputado Federal Ex-Prefeito de Florianópolis | 2019/2027             | |
|                     | Jorginho Mello (Jorginho dos Santos Mello)                    | PL           | 1º: Ivete da Silveira (MDB) 2º: Beto Martins (PSDB)                                          | - Estudos sociais - Direito | - Universidade do Oeste de Santa Catarina - Universidade do Sul de Santa Catarina | Ex-Deputado Federal Ex-Deputado Estadual | 2019/2027             | |
| São Paulo           |                                                               |              |                                                                                              | | | |                       | |
|                     | Giordano (Alexandre Luiz Giordano)                            | MDB          | 1º: Astronauta Marcos Pontes (PL)                                                            | | | | 2021/2027             | 1º suplente, assumiu com a morte do titular Major Olímpio. Eleito pelo PSL. |
|                     | José Serra (José Serra Chirico)                               | PSDB         | 1º: José Aníbal (PSDB) 2º: Atílio Francisco (Republicanos)                                   | Medicina | - Universidade do Chile - Universidade Cornell | Ex-Ministro das Relações Exteriores (Governo Temer) Ex-Governador de São Paulo Ex-Prefeito de São Paulo Ex-Ministro da Saúde (Governo FHC) Ex-Ministro do Planejamento (Governo FHC) Ex-Deputado Federal | 2015/2023             | |
|                     | Mara Gabrilli (Mara Cristina Gabrilli)                        | PSD          | 1º: Alfredo Cotait Neto (PSD) 2º: Ivani Boscolo (PSD)                                        | - Comunicação Social, Publicidade e Propaganda - Psicologia                                                                                      | - Escola Superior de Propaganda e Marketing - Universidade Paulista (UNIP) | Ex-Deputado Federal Ex-Vereadora de São Paulo Ex-Secretária da Pessoa com Deficiência e Mobilidade Reduzida de São Paulo (Governo José Serra e Gilberto Kassab) | 2019/2027             | Eleita pelo PSDB |
| Sergipe             |                                                               |              |                                                                                              | | | |                       | |
|                     | Alessandro Vieira                                             | PSDB         | 1º: Fernando Carvalho (REDE) 2º: Major Ildomario (REDE)                                      | Direito | Universidade Tiradentes | | 2019/2027             | Eleito pela REDE |
|                     | Maria do Carmo Alves (Maria do Carmo do Nascimento Alves)     | PP           | 1º: Ricardo Franco (PP) 2º: Virginio de Carvalho (UNIÃO)                                     | Direito | Universidade Federal de Sergipe | Ex-Primeira-Dama do Sergipe Ex-Secretária da Família e Assistência Social de Aracaju (Governo João Alves Filho) | 1999/2023             | Eleita pelo DEM |
|                     | Rogério Carvalho (Rogério Carvalho Santos)                    | PT           | 1º: Jorge Mitidieri (PSD) 2º: Maria da Taiçoca (PSD)                                         | Medicina | Universidade Federal de Sergipe | Ex-Deputado Federal Ex-Secretário de Saúde de Sergipe (Governo Marcelo Déda) Ex-Deputado Estadual | 2019/2027             | |
| Tocantins           |                                                               |              |                                                                                              | | | |                       | |
|                     | Eduardo Gomes (Carlos Eduardo Torres Gomes)                   | PL           | 1º: Siqueira Campos (PL) 2º: Ogari Pacheco (UNIÃO)                                           | Ensino Médio completo | | Ex-secretário de Governadoria do Tocantins (Governo Mauro Carlesse) Ex-Deputado Federal Ex-Deputado Federal Ex-Vereador de Palmas | 2019/2027             | Eleito pelo Solidariedade |
|                     | Irajá (Irajá Silvestre Filho)                                 | PSD          | 1º: Marcos de Souza Costa (Solidariedade) 2º: Terciliano Gomes (PDT)                         | Comunicação Social, Publicidade e Propaganda | Universidade Luterana do Brasil (Ulbra) | Ex-Deputado Federal | 2019/2027             | |
|                     | Kátia Abreu (Kátia Regina de Abreu)                           | PP           | 1º: Donizeti Nogueira (PT) 2º: Guaracy Silveira (UNIÃO)                                      | Psicologia | Universidade Católica de Goiás | Ex-Ministra da Agricultura (Governo Dilma) Ex-Deputado Federal | 2007/2023             | Eleita pelo MDB |

## Senadores licenciados e fora de exercício
|  | Senador                                             | Partido | Estado       | Suplentes                                          | Alma Mater                                         | Cargo Público Anterior | Período(s) exercido(s) | Motivo                                                            |
|  | --------------------------------------------------- | ------- | ------------ | -------------------------------------------------- | -------------------------------------------------- | --- | ---------------------- | ----------------------------------------------------------------- |
|  | Antonio Anastasia (Antonio Augusto Junho Anastasia) | PSD     | Minas Gerais | 1º: Alexandre Silveira (PP) 2º: Gil Paraibano (PP) | Universidade Federal de Minas Gerais               | Ex-Vice-Presidente do Senado Ex-Governador de Minas Gerais Ex-Vice-Governador de Minas Gerais Ex-Ministro do Trabalho (Governo FHC) | 2015/2021              | Renunciou após ser eleito Ministro do Tribunal de Contas da União |
|  | Ciro Nogueira (Ciro Nogueira Lima Filho)            | PP      | Piauí        | 1º: Eliane Nogueira (PP) 2º: Gil Paraibano (PP)    | Pontifícia Universidade Católica do Rio de Janeiro | Ex-Deputado Federal | 2011/2027              | Assumiu o Ministério da Casa Civil                                |
|  | Mailza Gomes (Mailza Assis da Silva)                | PP      | Acre         | 1º: Bispo José (PL)                                |                                                    | Ex-Primeira Dama da Cidade de Senador Guiomard                                                                                      | 2019/2023              | Eleita vice-governadora do Acre                                   |

## Suplentes que assumiram durante a legislatura
|  | Senador                                                       | Partido      | Estado         | Titular                 | Cargo Público Anterior                                                         | Período(s) exercido(s) | Obs.              |
|  | ------------------------------------------------------------- | ------------ | -------------- | ----------------------- | ------------------------------------------------------------------------------ | ---------------------- | ----------------- |
|  | Prisco Bezerra (Prisco Rodrigues Bezerra)                     | PDT          | Ceará          | Cid Gomes               |                                                                                | 2019 2020              | Primeiro suplente |
|  | Paulo Albuquerque (Paulo José de Brito Silva Albuquerque)     | PSD          | Amapá          | Lucas Barreto           |                                                                                | 2019 2020              | Primeiro suplente |
|  | Luiz Pastore (Luiz Osvaldo Pastore)                           | MDB          | Espírito Santo | Rose de Freitas         |                                                                                | 2019 2020 Em exercício | Primeiro suplente |
|  | Renilde Bulhões (Renilde Silva Bulhões Barros)                | PROS         | Alagoas        | Fernando Collor         | Ex-Prefeita de Santana do Ipanema                                              | 2019                   | Primeira suplente |
|  | Siqueira Campos (José Wilson Siqueira Campos)                 | PL           | Tocantins      | Eduardo Gomes           | Ex-Governador do Tocantins Ex-Deputado Federal Ex-Vereador de Colinas de Goiás | 2019                   | Primeiro suplente |
|  | Diego Tavares (Marcio Diego Fernandes Tavares de Albuquerque) | PP           | Paraíba        | Daniella Ribeiro        |                                                                                | 2020 2021              | Primeiro suplente |
|  | Nailde Panta (Nailde Fernandes Panta da Silva)                | PP           | Paraíba        | Daniella Ribeiro        |                                                                                | 2021                   | Segunda suplente  |
|  | Ney Suassuna (Ney Robinson Suassuna)                          | Republicanos | Paraíba        | Veneziano Vital do Rêgo | Ex-Ministro de Integração Nacional (Governo FHC)                               | 2020                   | Primeiro suplente |
|  | Chiquinho Feitosa (Francisco Feitosa de Albuquerque Lima)     | PSDB         | Ceará          | Tasso Jereissati        |                                                                                | 2021                   | Primeiro suplente |
|  | Fábio Garcia (Fábio Paulino Garcia)                           | UNIÃO        | Mato Grosso    | Jayme Campos            | Ex-Deputado federal                                                            | 2022                   | Primeiro suplente |

## Cassações
|  | Senador                                   | Partido | Estado      | Período(s) exercido(s) | Efetivado           | Cargos Públicos Anteriores | Motivo |
|  | ----------------------------------------- | ------- | ----------- | ---------------------- | ------------------- | -------------------------- | --- |
|  | Selma Arruda (Selma Rosane Santos Arruda) | PODE    | Mato Grosso | 2019-2020              | Carlos Fávaro (PSD) |                            | Cassada pelo Tribunal Superior Eleitoral por abuso de poder econômico e captação ilícita de recursos durante a campanha de 2018. |

## Mortes
|  | Senador                              | Partido | Estado         | Período(s) exercido(s) | Data                   | Cargos Públicos Anteriores               | Efetivado             | Motivo   |
|  | ------------------------------------ | ------- | -------------- | ---------------------- | ---------------------- | ---------------------------------------- | --------------------- | -------- |
|  | Arolde de Oliveira                   | PSD     | Rio de Janeiro | 2019-2020              | 21 de outubro de 2020  | Ex-Deputado Federal                      | Carlos Portinho (PSD) | COVID-19 |
|  | José Maranhão                        | MDB     | Paraíba        | 2015-2021              | 8 de fevereiro de 2021 | Ex-Governador da Paraíba                 | Nilda Gondim (MDB)    | COVID-19 |
|  | Major Olímpio (Sérgio Olímpio Gomes) | PSL     | São Paulo      | 2019-2021              | 18 de março de 2021    | Ex-Deputado Federal Ex-Deputado Estadual | Giordano (PSL)        | COVID-19 |